# Widnokrąg (powieść)
Widnokrąg – powieść Wiesława Myśliwskiego wydana w 1996 roku przez wydawnictwo Muza. Autor za tę powieść został uhonorowany Literacką Nagrodą Nike w 1997, była to pierwsza przyznana nagroda Nike.

## Zarys treści
Widnokrąg należy do gatunku powieści inicjacyjnej, świat został przedstawiony z perspektywy głównego bohatera Piotrusia, który wypowiada się jako mały chłopiec, dojrzewający młodzieniec, a także dorosły mężczyzna. Główny bohater wspomina swoje dzieciństwo i młodość w czasach wojennych oraz wczesnych lat komunizmu. Rodzina Piotrusia to typowi przedstawiciele polskiej wsi i małego miasteczka. Powieść rozpoczyna się opisem fotografii, na której znajduje się Piotruś jako dziecko z ojcem. Zdjęcie przywołuje w pamięci wspomnienia, tak jak wiele innych drobnych przedmiotów, co jest pretekstem do przedstawienia opowieści o pierwszej miłości, zauroczeniu, postrzeganiu świata i dojrzewaniu.

## Narracja
Narracja w powieści jest achronologiczna, fragmentaryczna i ma charakter mowy potocznej. Scalającą funkcję narracji, pełnią wybrane epizody, wokół których rozrastają się długie opowiadania. Jest to na przykład oglądanie fotografii z dzieciństwa, która wywołuje wspomnienia, dzielenie kury pomiędzy członkami rodziny zasiadającej do obiadu w wiejskim domu czy poszukiwanie buta, którego główny bohater zgubił w czasie wędrówki z matką i ojcem. Powieść została ujęta w kompozycję klamrową – rozpoczyna się i kończy opisem fotografii.